# Inviato speciale (album)
Inviato speciale diciannovesimo album della cantante pop italiana Raffaella Carrà, pubblicato nel 1990 dall'etichetta discografica Fonit Cetra.

## Il disco
Contiene i brani Inviato speciale e Ballando Soca Dance, rispettivamente sigle di apertura delle puntate di sabato e domenica della trasmissione televisiva Ricomincio da due (seconda edizione), che vedevano l'artista protagonista dei week su Rai 2.
I video di entrambe le sigle sono disponibili sul DVD nel cofanetto Raffica Carrà del 2007.
L'album racchiude brani scritti da vari cantautori italiani, come Gianni Bella e i due giovanissimi Franco Fasano e Biagio Antonacci: quest'ultimo si firma con lo pseudonimo Yokar.

## Tracce
Edizioni musicali Heinz Music.
Lato A
1. Inviato speciale – 3:57 (testo: Yokar, Maskva[5] – musica: Gianni Bella)
2. Ballando soca dance (Soca Dance) – 3:56 (testo: Yokar, Maskva – musica: Gary Gordon Smith, Charles Donavon Lewis)
3. Marrakesh – 4:04 (testo: Yokar, Maskva – musica: Danilo Vaona)
4. Che donna sarei – 5:14 (testo: Yokar, Maskva – musica: Luis Georg Stuflesser)
5. Sognando soca dance (Soca Dream) – 4:13 (testo: Yokar, Andrea Lo Vecchio – musica: Constantin, Patrick Oliver)

Lato B
1. Lui no – 4:41 (testo: Adelio Cogliati – musica: Franco Fasano)
2. Amici miei (Tenho a musich em mim) – 4:59 (testo: Maskva, Andrea Lo Vecchio – musica: Patrick Oliver, Tony Carreira)
3. È facile – 5:07 (testo: Yokar, Maskva – musica: Graziano Pegoraro, Claudio Tarantola)
4. Parole maldette – 4:27 (Yokar)
5. Resta insieme a noi – 4:40 (testo: Maskva, Andrea Lo Vecchio – musica: Beppe D'Onghia, Guido Maria Ferilli)

## Formazione

### Artista
- Raffaella Carrà – voce

### Musicisti
- Patrick Oliver – tastiera, programmazione, arrangiamenti in Ballando/Sognando soca dance, Amici miei
- Roberto Costa – basso, arrangiamenti altri brani
- Beppe D'Onghia – tastiera, programmazione, pianoforte
- Enrico 'Chicco' Gussoni – chitarra
- Danilo Cherni – tastiera in Sognando soca dance, Amici miei
- Giovanni Pezzoli - batteria in A1 A4 B1 B5
- Michele Lombardo – batteria in Parole maldette
- Bénédicte Lecroard, Jean Claude Corbel - cori in Ballando soca dance
- Orlando Johnson, Patrizia Bilardo - cori in Sognando soca dance
- Claudia Arvati, Augusto Giardino, Charlie Cannon, Francesca Alotta, Giulietta Zanardi - cori in Amici miei